# Metro w Atenach
Metro Ateńskie (gr. Μετρό Αθήνας) – system szybkiej, podziemnej kolei miejskiej w Atenach (Grecja). Pierwszą linię metra uruchomiono w 1904 roku, a w 2000 r. do użytku oddano drugą i trzecią linię. Systemem metra podróżuje średnio 1 353 000 pasażerów dziennie.
Obecnie system podziemnej kolei miejskiej w Atenach liczy 65 stacji, rozlokowanych na trzech liniach o łącznej długości 77 km.

## Historia
Pierwsza linia metra w Atenach została otwarta w 1869 roku. Podziemna kolej bazowała na lokomotywach parowych i kursowała między stacjami Pireas i Tisio. Linia została zelektryfikowana w 1904 roku. Do 1926 roku linią 1 zarządzał SAP. Od 1926 do 1976 roku kierowały nią Greckie Koleje Elektryczne (EIS), które zostały upaństwowione w 1976 roku. Jeszcze w tym samym roku zmieniono nazwę na Przedsiębiorstwo Kolei Elektrycznych Ateny-Pireus (ISAP), a nowe przedsiębiorstwo zarządzało systemem do 16 czerwca 2011 roku. Obecnie ateńskim metrem zarządza Urban Rail Transport S.A. (STASY S.A.).

## Linie metra
| Linia | Kolor na mapie | Otwarcie | Liczba stacji | Długość linii | Stacje końcowe      |
| ----- | -------------- | -------- | ------------- | ------------- | ------------------- |
| 1     | zielony        | 1904     | 24            | 25,6 km       | Pireas - Kifisia    |
| 2     | czerwony       | 2000     | 20            | 17,5 km       | Antupoli - Eliniko  |
| 3     | niebieski      | 2000     | 21            | 39,6 km       | Nikaia - Aerodromio |
| 4     | pomarańczowy   | 2029     | 15            | 12,8 km       | Alsos Veiku - Goudi |

## Linia 1(stacje)
- Pireas
- Faliro
- Moschato
- Kalitea
- Tawros
- Petralona
- Tisio
- Monastiraki
- Omonia
- Wiktoria
- Atiki
- Ajos Nikolaos
- Kato Patisia
- Ajos Elefterios
- Perisos
- Pefkakia
- Nea Jonia
- Iraklio
- Irini
- Neradziotisa
- Marusi
- Kifisia

## Linia 2(stacje)
- Antupoli
- Peristeri
- Ajos Andonios
- Sepolia
- Atiki
- Statmos Larisis
- Metaksurjio
- Omonia
- Panepistimio
- Sindagma
- Akropolis
- Singru-Fix
- Neos Kosmos
- Ajos Joanis
- Dafni
- Ajos Dimitrios
- Iliupoli
- Alimos
- Arjirupoli
- Eliniko

## Linia 3(stacje)
- Nikaia
- Koridalos
- Ajia Warwara
- Ajia Marina
- Egaleo
- Kieramikos
- Sindagma
- Ewangelismos
- Megaro Musikis
- Ambelokipi
- Panormu
- Katechaki
- Etniki Amina
- Cholargos
- Nomismatokopio
- Ajia Paraskiewi
- Chalandri
- Dukisis Plakiendias
- Palini
- Peania-Kandza
- Koropi
- Aerodromio